# Takabisha
Takabisha (高飛車) is een custom stalen achtbaan met lancering van het model Euro-Fighter in het Japanse attractiepark Fuji-Q Highland. (De lancering bevindt zich in het midden van de achtbaan, de baan begint met een verticale kettinglift).

## Algemene informatie
Takabisha werd gebouwd door het Duitse bedrijf Gerstlauer en is geopend op 16 juli 2011. De baan maakt gebruik van zowel een lancering als een klassieke Euro-Fighter-optakeling. Bijzonder is echter dat de eerste afdaling hier 121° bedraagt en niet de gebruikelijke 97° van een Euro-Fighter. De achtbaantreinen zijn dan weer wel regulier en bestaan uit één wagon met daarin twee rijen die ieder plaats bieden aan 4 passagiers. Er staan 6 treinen op de baan.

## Record
Takabisha is met een hellingshoek van 121° de steilste achtbaan ter wereld. Bij opening werd de titel overgenomen van Timber Drop in het Franse Fraispertuis City. Timber Drop nam het record voor steilste afdaling op zijn beurt over van Mumbo Jumbo bij de opening op 2 juli 2011, 2 weken voor de opening van Takabisha.
Huidig: Dodonpa · 
Eejanaika · 
Fujiyama · 
Fuwa Fuwa Osora No Dai-Bouken ·
Mad Mouse · 
Rock 'N Roll Duncan · 
Takabisha
Voormalig: Double Loop · 
Giant Coaster · 
Moonsault Scramble · 
Zola 7